# NGC 2919
NGC 2919 este o intermediate spiral galaxy⁠(d) situată în constelația Leul. A fost descoperită în 1 februarie 1877 de către Ernst Wilhelm Tempel. Se află la o distanță de 41,69 de megaparseci de Pământ.